# Dollar (canción)
«Dollar» es una canción de la cantante estadounidense-mexicana Becky G y del cantante y rapero puertorriqueño Myke Towers. Fue lanzada por Kemosabe Records, RCA Records y Sony Music Latin el 10 de julio de 2019 como cuarto sencillo de su álbum de estudio debut, Mala santa (2019). La canción fue escrita por Becky G, Myke Towers, DJ Luian y Mambo Kingz, y producida por estos últimos dos junto a Dave Kutch y Hydro.

## Video musical
El video musical de la canción se estrenó el 12 de julio de 2019 en YouTube.

## Presentaciones en vivo
Becky G presentó la canción en vivo por primera vez en el Prime Day Concert 2019 de Amazon Music.

## Posicionamiento en listas
| Listas (2019)                      | Mejor posición |
| ---------------------------------- | -------------- |
| Argentina (Argentina Hot 100)      | 52             |
| España (PROMUSICAE)                | 34             |
| Estados Unidos (Hot Latin Songs)   | 30             |
| México Spanish Airplay (Billboard) | 20             |

## Certificaciones
| País   | Organismo certificador | Certificación | Ventas certificadas | Ref.  |
| ------ | ---------------------- | ------------- | ------------------- | ----- |
| México | AMPROFON               | Platino       | 60 000              | [ 6 ] |